# البطولة الوطنية المجرية 1960–61
البطولة الوطنية المجرية 1960–61 (بالمجرية: 1960–1961-es magyar labdarúgó-bajnokság)‏ هو الموسم 59 من البطولة الوطنية المجرية. أشرف على تنظيمه اتحاد المجر لكرة القدم، وكان عدد الأندية المشاركة فيه 14، وفاز فيه نادي فاساس.